# Escudo de la Pontificia Universidad Gregoriana de Roma

Escudo de la Universidad Gregoriana

Toda institución, sobre todo aquellas que han permanecido a lo largo de los siglos, poseen un signo, sello, o emblema que las representa. Están formados por todo un conjunto de símbolos que hacen referencia a un tiempo, al momento histórico, a los personajes que tienen que ver con su fundación, historia..., y de otro, resumen el ideal y los valores que la institución quiere mantener y promocionar. Hoy, igual que ayer, siguen siendo los escudos y sellos una garantía que certifica la validez y autenticidad de muchos documentos oficiales. Como no podía ser de otra manera, también la Pontificia Universidad Gregoriana de Roma posee un escudo que es utilizado en los documentos oficiales y como característica que la distingue de otras instituciones.
La Pontificia Universidad Gregoriana de Roma posee un escudo, o lo que podríamos llamar hoy un logotipo, que la identifica y define. Saber leer los signos que contienen este escudo es adentrarse en la historia de una de las universidades con más prestigio e historia de la urbs romana y, a un tiempo, conocer una pequeña parte del apostolado docente de la Compañía de Jesús.

## Historia

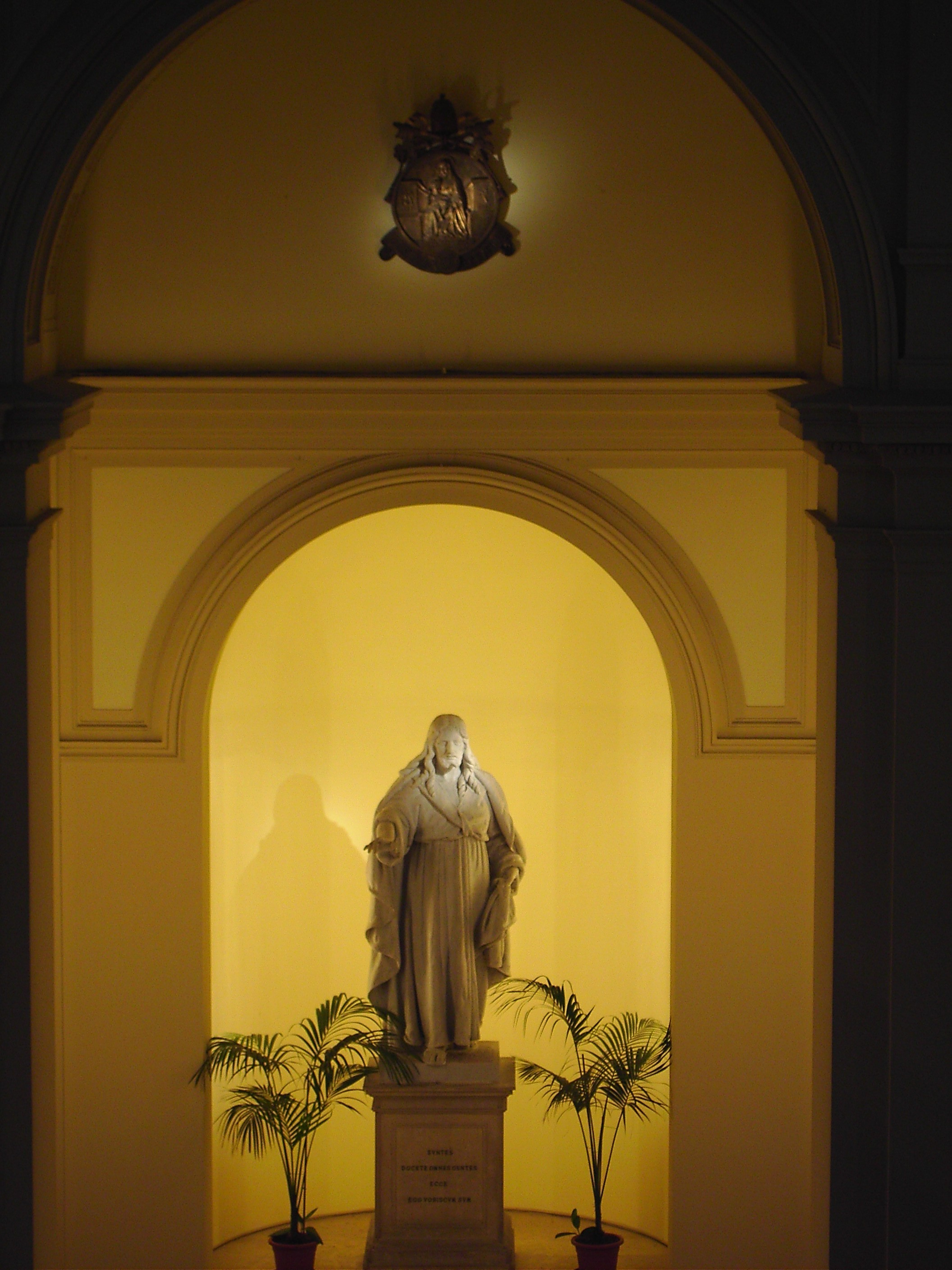
Cuadripórtico Universidad Gregoriana

La historia del escudo de la Pontificia Universidad Gregoriana ha tenido dos momentos ligados a las dos sedes que a lo largo del tiempo ha tenido: el Colegio Romano y la actual sede en Piazza della Pilotta. En la primera sede el emblema original era algo distinto del que se utiliza como oficial, sin embargo, los elementos no han variado, únicamente han cambiado su ubicación. El escudo que se utiliza actualmente puede contemplarse, lógicamente, en todas las publicaciones oficiales que se realizan dentro de la institución. El antiguo, en cambio, se puede admirar, realizando en bronce, y coronando el absidiolo que contiene una escultura del Sagrado Corazón de Jesús, en el cuadripórtico interior del palacio que es sede principal de la Universidad Gregoriana.

## El nuevo escudo. Descripción
El nuevo escudo de la Pontificia Universidad Gregoriana (P.U.G) contiene referencias bien explícitas a las peculiaridades de la institución. Esto es, su carácter de institución jesuítica y su vinculación con el papado desde su creación. Así, podemos distinguir estos elementos en dos grupos. El primero más general, que contiene tres elementos referidos al papado; y, el segundo, con otros tres elementos más particulares y específicos referidos a sus fundadores y a la institución que la sostiene: la Compañía de Jesús.

## La tiara, las llaves y el anillo del pescador

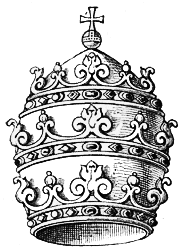
La Tiara o Trireino

Los elementos que se refieren al papado, en general son:

	 
La tiara, al estilo tradicional, está compuesta por tres coronas reales superpuestas, de ahí que también se le llame «trireino», y está rematada por una cruz de oro que descansa sobre un pequeño globo. Cada una de estas coronas representan respectivamente el triple poder del Papa: padre de los reyes, rector del mundo y vicario de Cristo. Por extensión, también representa la triple realeza del Papa sobre la Iglesia militante, purgante y triunfante. De la tiara surgen las ínfulas o cintas que descansan al viento después de entrelazar las llaves, siguiendo el modelo del emblema de la Santa Sede.

El anillo del pescador, signo más representativo del romano pontífice, está caracterizado en un fino círculo doble que acoge y enmarca todos los demás símbolos distintivos que identifican la P.U.G.
Las llaves entrelazadas o «decusatas» son la insignia oficial de la Santa Sede desde el siglo XIV. Esta simbología está tomada del Evangelio y hace referencia a la facultad de atar y desatar que Jesucristo concedió a San Pedro y que fue transmitida por éste a sus sucesores. Éstas, son representación de las llaves del Reino de los Cielos y se han convertido también, junto a la tiara, en el emblema de la Santa Sede. Su representación en forma de cruz de San Andrés, es en plata, la que cae hacia la izquierda, e indica la autoridad espiritual del papado en la tierra. Es de oro la que se inclina hacia la derecha y alude al poder sobre el reino de los cielos. Los paletones de cada llave están dirigidos arriba, es decir, hacia el cielo; mientras. las empuñaduras están dirigidas hacia abajo, es decir, en las manos del vicario de Cristo, y llevan en sus muescas una cruz que mira a la tierra. Además, siempre aparecen entrelazadas por sus empuñaduras con un cordón rojo que expresa la unidad.

## Los símbolos propios de la Universidad Gregoriana
Como hemos advertido, los símbolos que dan carácter propio al emblema de la Pontificia Universidad Gregoriana se encuentran concentrados en el cuerpo central del escudo, en el centro del anillo del pescador. Podríamos agruparlos en dos grupos: emblemas y figuras.
Respecto a los tres emblemas:

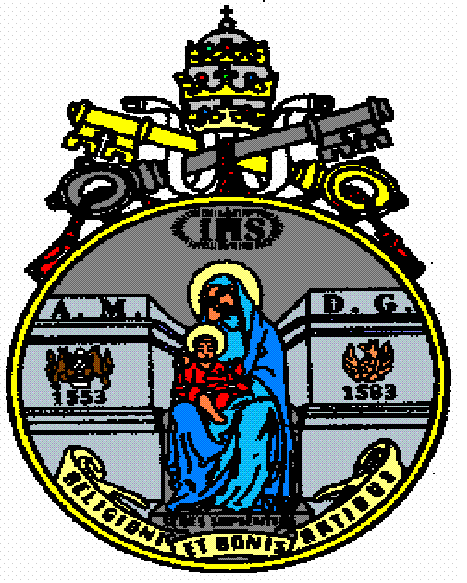
Escudo a color

- En la parte superior y en el centro nos encontramos enmarcado en un óvalo el monograma «JHS», abreviatura de Jesus Hominum Salvator, que fue utilizado ya desde los primeros siglos del cristianismo y citado por San Ignacio en su Sigillum Praepositi Societatis Iesu, pasando posteriormente a ser adoptado por la Compañía de Jesús como su marca. Sobreimpresa a la «H» intermedia aparece una cruz.

- Poco más abajo, en la cornisa que configura el trono donde descansa la imagen de la Virgen María tenemos las iniciales A. M. (a la izquierda) y D.G. (a la derecha), esto es, «AD MAIOREN DEI GLORIAM». Se trata del lema ignaciano que resume el fin para el que fue fundada la Compañía de Jesús y que según Francisco Suárez fue utilizada por San Ignacio al menos 177 veces.

- Finalmente, en la divisa que descansa a los pies de la Virgen podemos leer: «RELIGIONIS ET BONIS ARTIBUS», lema que define la intención docente de la universidad.

Respecto a las figuras:
- En el centro, y sentada sobre un trono que ocupa el centro del sello, nos encontramos con la representación de la Virgen María, que con la cabeza inclinada vierte una maternal mirada hacia su hijo Jesús que, desde el regazo bendice. A sus pies, la inscripción «SEDES SAPIENTIAE», esto es, sede de sabiduría. Este es un título que el pueblo de Dios ha aplicado desde muy antiguo a la Madre de Dios en un doble sentido:
  - ya que llevó en sus entrañas al Hijo que Dios, que es la Sabiduría encarnada.
  - Y también es Sede de Sabiduría porque escuchó la palabra de Dios acogiéndola en su corazón y tratando de descubrir su sentido. Ya dice san Agustín, que María llevó a Cristo antes en su corazón que en su seno.

- A nuestra izquierda aparece la fecha 1553, año de la inauguración del Colegio Romano, primera institución educativa de enseñanza clásica y teológica fundada por s. Ignacio de la cual es heredera la P.U.G. Sobre la fecha está representadas las de armas de la familia Loyola, siendo el apellido paterno de Ignacio de Loyola y Oñaz, cuyo escudo se representa por una olla colgada de los llares y flanqueada de dos lobos rampantes, aunque en tiempos de Iñigo, el linaje y las armas eran dobles:Gregorio XIII

Gregorio XIII

  - las armas de Oñaz (siete bandas rojas o de gules sobre campo de oro).
  - las armas de Loyola (la olla colgada de los llares, y los lobos rampantes, sobre campo de plata).

- A la derecha, la fecha 1583 en la que el Papa Gregorio XIII dota al ateneo de una nueva sede más amplia. La figura que lo acompaña, es el escudo de Pontífice en su calidad de «fundador y protector», y representa medio dragón, siendo éste el emblema de la familia Boncompagni a la que pertenecía. Esta era una familia noble, y con notable influencia en ámbitos eclesiásticos durante finales del siglo XVI y principios del XVII, representados, entre otros, por el cardenal Francesco Boncompagni, (1592-1641) arzobispo de Nápoles.

## El antiguo escudo

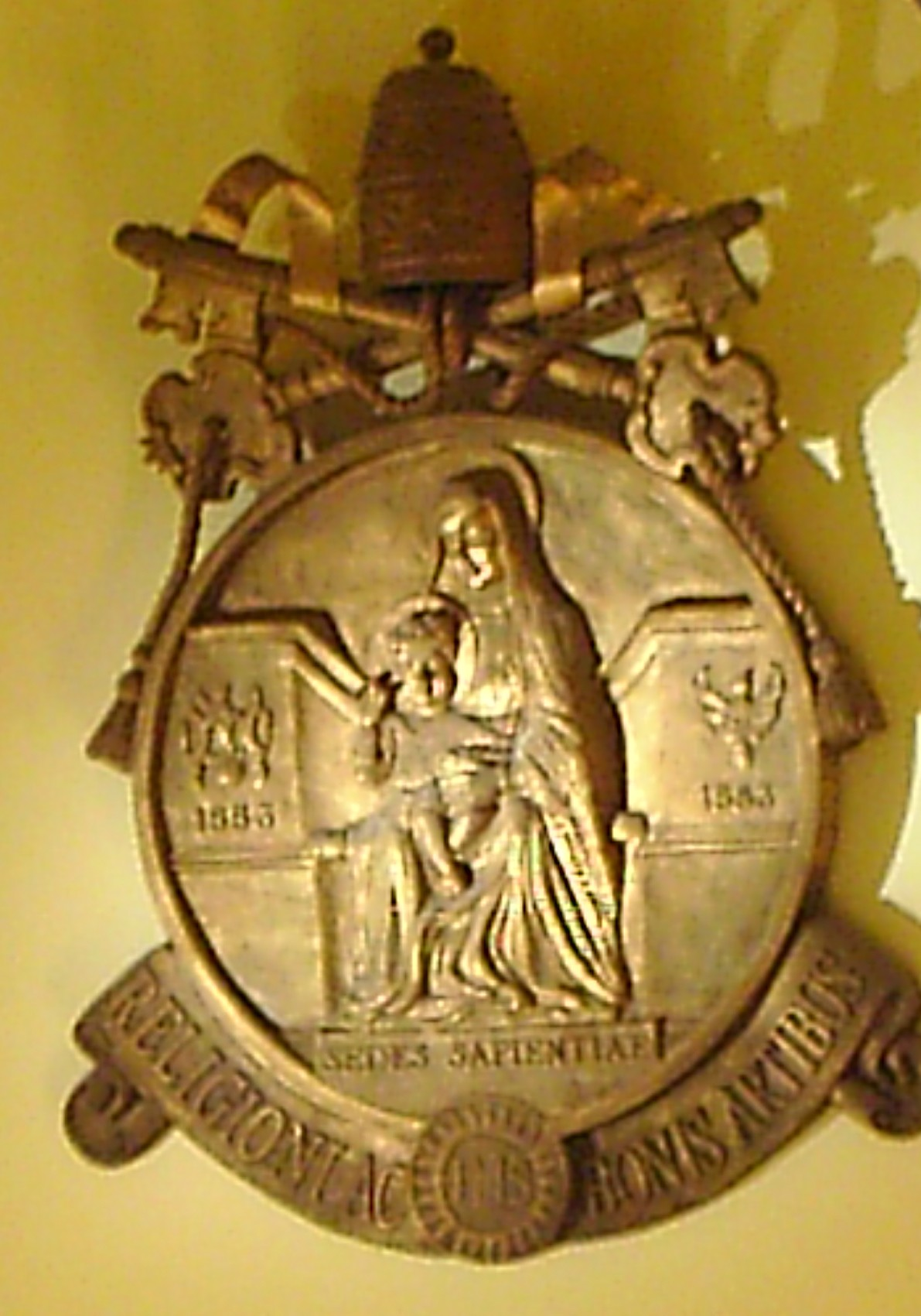
Escudo de bronce en el cuadripórtico

Como ya hemos apuntado, el escudo que se utiliza como marca de la P.U.G que hemos descrito, tuvo una forma anterior, de la que deriva, que contenía todas estas representaciones, pero de forma diversa. Este antiguo escudo, utilizado en la sede del Colegio Romano, posee casi la misma forma del actual: la tiara -con una forma más acampanada, y las ínfulas descansando hacia abajo, detrás de las llaves- y las llaves decusatas que se apoyan en el anillo del pescador para enmarcar los elementos específicos de la institución. Pero las diferencias, aunque sutiles, son notables y podríamos destacar las siguientes:
- Exteriores:
  - en primer lugar llama la atención que la divisa es distinta: «RELIGIONI AC BONIS ARTIBUS» y está colocada en una banda, al estilo tradicional, no dentro del anillo del pescador sino en el exterior.
  - El centro de la divisa está interrumpido por el emblema tradicional de los jesuitas, aquel utilizado por el mismo san Ignacio: las siglas JHS enmarcadas en el sol que esparce sus rayos en todas direcciones.
- Dentro del anillo del pescador:
  - La Virgen María mantiene su posición central, pero ésta es más grande en su tamaño, poseyendo una postura más incorporada. También el niño, en actitud de bendecir, gira ahora su mirada hacia la derecha. Ambos poseen una representación frontal frente a la perspectiva picada del escudo en vigor.
  - El trono que sirve de asiento a la Virgen María es distinto en sus representación: no aparecen las iniciales A.M.D.G, aunque sí las mismas armas. A la derecha las de Gregorio XIII, la cabeza de león alado. A la izquierda sin embargo, junto a las armas de la casa de Loyola una fecha distinta: 1555, que se refiere al año en que podríamos decir que la Universidad Gregoriana se organiza autónomamente respecto al Colegio Romano.

En fin, se trata de un emblema realizado, como es lógico, con un estilo más tradicional, pero que da la esencia de aquellos elementos que han servido, y aún sirven, para definir una institución que mantiene la esencia de los fines para los que había sido creada.
Bibliografía:
- Acta Apostolicae Sedis, (26 de noviembre de 2000). Ley fundamental del Estado de la Ciudad del Vaticano. Roma.
- O’MALLEY, John, S.I., Los Primeros Jesuitas, Mensajero-Sal Terrae, 1993.
- GARCÍA-VILLOSLADA, Ricardo, S.I., San Ignacio de Loyola, nueva biografía, edit. BAC., Madrid, 1986, principalmente el capítulo XII.
- RAVIER, André, S.I., Ignacio de Loyola, fundador de la Compañía de Jesús, Espasa-Calpe, Madrid, 1991.

Enlaces:
- Pontificia Universidad Gregoriana Web oficial
- Santa Sede Emblemas del Estado Vaticano
- Jesuitas de Perú Vocabulario Jesuítico
- Santuario de Loyola (enlace roto disponible en Internet Archive; véase el historial, la primera versión y la última). Armas de Ignacio de Loyola

- Datos: Q5838473